# Les Conséquences
Pour plus de détails, voir Fiche technique et Distribution.
Les Conséquences (Le conseguenze) est un drame érotique italien réalisé par Sergio Capogna et sorti en 1964. 

## Fiche technique
- Titre italien original : Le conseguenze[1]
- Titre français : Les Conséquences[2]
- Réalisateur : Sergio Capogna
- Scénario : Sergio Capogna
- Photographie : Nino Cristiani
- Montage : Sergio Capogna
- Musique : Franco Pisano
- Décors : Franco Bottari
- Production : Giuliana Scappino
- Société de production : Gaia Cinematografica
- Pays de production :  Italie
- Langues originales : italien
- Format : couleur - Son mono - 35 mm
- Durée : 105 minutes
- Genre : drame érotique[2]
- Dates de sortie :
  - Italie : 1964 (visa délivré le 23 février 1964[1])
  - France : 13 novembre 1968[2]

## Distribution
- Marisa Solinas : Marisa
- Venantino Venantini : Valerio
- Marina Berti : Elena
- Pierre Massimi : Daniele
- Mario Valdemarin (it)
- Claudio Gora